# Ісібасі Тандзан
Тандзан Ісібасі (яп. 石橋 湛山; нар. 25 вересня 1884, Токіо — пом. 25 квітня 1973) — японський журналіст, вчений-економіст, що володів енциклопедичними знаннями, політик, 55-й прем'єр-міністр Японії.

## Біографія
Син настоятеля буддійського монастиря секти Нітірен. Народився в Токіо, закінчив університет Васеда. У 1930–1940 рр.. займається журналістикою, пише для найбільших японських газет, видає економічний журнал. Його перу належать численні роботи з політекономії. Він заснував понині чинне видавництво «Тоє Кейдзай». За своїми переконаннями, які він відстоював і в довоєнні роки, Ісібасі був лібералом і демократом. У 1946 р. призначається міністром фінансів в перший післявоєнний кабінет Йосіда Сіґеру, проте в результаті чистки державного апарату окупаційним командуванням був відсторонений від служби з 1947 по 1951 р. У грудні 1954 призначається міністром міжнародної торгівлі і промисловості в кабінеті Хатояма Ітіро. У грудні 1956 Ісібасі стає прем'єр-міністром, правда всього лише на два місяці. Вже 31 січня 1957 через важку хворобу він призупинив свої повноваження і призначив виконуючим обов'язки прем'єр-міністра міністра закордонних справ Кісі Нобусуке, а 23 лютого подав у відставку.